# Borophagus parvus
Borophagus parvus — вимерлий вид роду Borophagus підродини Borophaginae, групи псових, ендемічних для Північної Америки з пізнього гемфілського періоду міоценової епохи до пліоценової епохи 10.3—4.9 млн років тому.

## Огляд
Borophagus, як і інші Borophaginae, широко відомі як "кістотрощильні" або "гієноподібні" собаки. Хоча він і не був наймасовішим борофагіном за розміром або вагою, він мав більш високорозвинену здатність хрускіти кістками, ніж попередні, більші роди, такі як Epicyon, що, здається, є еволюційною тенденцією групи (Turner, 2004). В епоху пліоцену Borophagus почали витіснятися Canis, такими як Canis edwardii, а пізніше Canis dirus. Ранні види Borophagus до недавнього часу відносили до роду Osteoborus, але зараз ці роди вважаються синонімами. Borophagus parvus, ймовірно, вів гієноподібний спосіб життя, очищаючи трупи нещодавно мертвих тварин.